# Holger H. Herwig
Holger Heinrich Herwig (* 25. September 1941 in Hamburg) ist ein kanadischer Militärhistoriker deutscher Abstammung.

## Leben
Herwig studierte an der University of British Columbia (BA 1965) und der State University of New York (MA 1967 und Ph.D. 1970).
1971/72 war er Visiting Assistant Professor an der Indiana University. Von 1971 bis 1989 unterrichtete er an der Vanderbilt University, zuletzt als Professor. 1985/86 war er Visiting Professor of Strategy am Naval War College.
Danach wurde er Professor of History an der University of Calgary. Von 1991 bis 1996 war er Head of the Department of History. Außerdem ist er seit 2001 Inhaber des Canada Research Chair in the Centre for Military and Strategic Studies. 1998 war er Andrea and Charles Bronfman Distinguished Visiting Professor of Judaic Studies am College of William & Mary. 2010 hielt er die Harmon Memorial Lecture in Military History an der United States Air Force Academy in Colorado Springs.
Er ist u. a. Fellow der Royal Society of Canada und wurde mit mehreren Stipendien ausgezeichnet wie durch die Alexander von Humboldt-Stiftung, die National Endowment for the Humanities und die Rockefeller Foundation. Außerdem ist er Mitglied der Atlantik-Brücke.
Herwig ist Autor mehrerer Bücher und Fachaufsätze, vor allem zum Ersten Weltkrieg. Er beschäftigte sich insbesondere mit dem Ausbruch des Ersten Weltkriegs und auch mit der Geschichtsschreibung zu seiner Entstehung. 
Er war beratend für den Discovery Channel und andere historische TV-Produktionen (u. a. Deadly Seas, Murder in Normandy, Forced March to Freedom) tätig.
1999 erhielt er den Norman B. Tomlinson, Jr., Book Prize der Western Front Association (heute: World War One Historical Association) für sein Buch The First  World War: Germany and Austria-Hungary 1914–1918, erschienen bei Edward Arnold (heute: Taylor & Francis).

## Schriften (Auswahl)
(Übersicht)
- The German Naval Officer Corps (1973); das Buch erschien 1977 in überarbeiteter Form in deutscher Übersetzung unter dem Titel "Das Elitekorps des Kaisers. Die Marineoffiziere im Wilhelminischen Deutschland." ISBN 3-7672-0514-9
- Politics of Frustration (1976)
- "Luxury" Fleet (1980)
- mit Neil M. Heyman: Biographical Dictionary of World War I (1982)
- Germany's Vision of Empire in Venezuela 1871-1914 (1986)
- (ed.): Wolfgang Wegener: The Naval Strategy of the World War (1989)
- The Outbreak of World War I (5th ed., 1991)
- The First World War (1997)
- mit David J. Bercuson: Deadly Seas (1997)
- mit William F. Sater: The Grand Illusion (1999)
- mit David J. Bercuson: The Destruction of the Bismarck (2001)
- mit David J. Bercuson: Bismarck (2002)
- World History of Warfare (2003)
- mit Richard F. Hamilton: The Origins of World War I (2003)
- mit Richard F. Hamilton: Decisions for War, 1914-1917 (2005)
- mit David J. Bercuson: One Christmas in Washington (2006)
- mit Michael Keren: War Memory and Popular Culture (2009)
- The Marne, 1914 (2009)
- mit Richard F. Hamilton: War Planning 1914 (2009)

(neuere Beiträge)
- Marne 1914: Eine Schlacht, die die Welt veränderte? (= Zeitalter der Weltkriege. Band 13). Ferdinand Schöningh, Paderborn 2016, ISBN 978-3-506-78195-6.[1]
- The Demon of Geopolitics. How Karl Haushofer «educated» Hitler and Hess. Rowman & Littlefield, Lanham, Maryland, USA 2016.